# ميشائيل هارينغتون
ميشائيل هارينغتون (بالإنجليزية: Michael Harrington)‏ (24 يناير 1986 بغرينفيل في الولايات المتحدة - ) هو لاعب كرة قدم أمريكي في مركز الدفاع. شارك مع منتخب الولايات المتحدة تحت 17 سنة لكرة القدم. أما مع النوادي، فقد لعب مع سبورتينغ كانساس سيتي وشيكاغو فاير وكولورادو رابيدز وبورتلاند تمبرز وNorth Carolina FC U23 ‏.

## وصلات خارجية
- ميشائيل هارينغتون على موقع الاتحاد الدولي (مؤرشف)  (الإنجليزية)
- ميشائيل هارينغتون على موقع الدوري الأمريكي (الإنجليزية)
- ميشائيل هارينغتون على موقع قاعدة بيانات كرة القدم.إي يو (الإنجليزية)
- ميشائيل هارينغتون على موقع Soccerbase.com (لاعب) (الإنجليزية)
- ميشائيل هارينغتون على موقع Soccerway.com (الإنجليزية)
- ميشائيل هارينغتون على موقع عالم كرة القدم.نت (الإنجليزية)
- ميشائيل هارينغتون على موقع AS.com (الإسبانية)